# Siêu tân tinh loại II

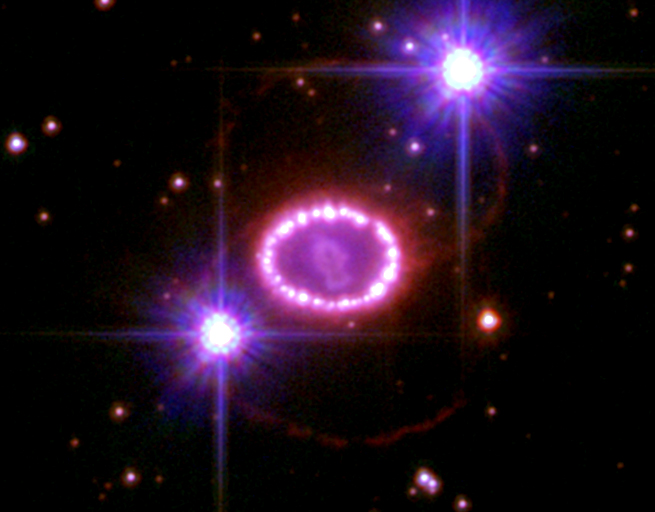
Tàn dư đang giãn nở của SN 1987A, một siêu tân tinh loại II dị thường trong Đám mây Magellan Lớn. ảnh của NASA.

Siêu tân tinh loại II là kết quả của sự sụp đổ nhanh chóng và vụ nổ dữ dội của một ngôi sao lớn. Một ngôi sao phải có ít nhất 8 lần, nhưng không quá 40 đến 50 lần khối lượng Mặt Trời (M☉) để trải qua loại vụ nổ. Siêu tân tinh loại II được phân biệt với các loại siêu tân tinh khác bởi sự hiện diện của hydro trong quang phổ của chúng. Chúng thường được quan sát thấy trong các nhánh xoắn ốc của các thiên hà và trong các vùng H II, nhưng không thấy ở trong các thiên hà elip, nơi thường bao gồm các ngôi sao già hơn, khối lượng thấp, với một số ngôi sao trẻ, rất nặng cần thiết để tạo ra các siêu tân tinh.
Các ngôi sao tạo ra năng lượng bằng phản ứng tổng hợp hạt nhân của các nguyên tố. Không giống như Mặt Trời, các ngôi sao khổng lồ sở hữu khối lượng cần thiết để tổng hợp các nguyên tố có khối lượng nguyên tử lớn hơn hydro và heli, mặc dù ở nhiệt độ và áp suất ngày càng cao, làm cho thời gian sống của sao ngắn hơn tương ứng. Áp suất suy biến của các electron và năng lượng tạo ra từ các phản ứng nhiệt hạch này đủ để chống lại lực hấp dẫn và ngăn ngôi sao sụp đổ, duy trì trạng thái cân bằng của sao. Ngôi sao hợp nhất các nguyên tố có khối lượng ngày càng cao, bắt đầu bằng hydro và sau đó là heli, tiến dần lên trong bảng tuần hoàn cho đến khi tạo ra lõi của sắt và nickel. Phản ứng tổng hợp sắt hoặc nickel không tạo ra năng lượng ròng, do đó không thể xảy ra phản ứng tổng hợp nữa, khiến lõi nickel–sắt trở lên trơ và mất hoạt tính. Do thiếu năng lượng tạo ra áp suất nhiệt đẩy ra bên ngoài, lõi co lại do trọng lực cho đến khi trọng lượng lớp trên của ngôi sao có thể được hỗ trợ phần lớn bởi áp suất thoái hóa electron.
Khi khối lượng nén chặt của lõi trơ vượt quá giới hạn Chandrasekhar khoảng 1,4 M☉, áp suất electron thoái hóa không còn đủ để chống lại lực nén trọng trường. Tại lõi xảy ra một vụ nổ khổng lồ chỉ trong vòng vài giây. Không còn sự chống đỡ của lõi bên trong do đã phát nổ, các lõi bên ngoài sụp đổ rơi xuống dưới tác dụng của trọng lực với vận tốc lên tới 23% tốc độ ánh sáng, và sự nén đột ngột làm tăng nhiệt độ của lõi bên trong lên tới 100 tỷ kelvin. Các hạt neutron và neutrino được hình thành thông qua cơ chế phân rã beta ngược, giải phóng khoảng 1046 joule trong vòng 10 giây. Sự sụp đổ của lõi bên trong bị dừng lại bởi áp suất từ các neutron suy biến, khiến vật chất đang rơi xuống bị bật lại và bắn ra bên ngoài. Năng lượng của sóng xung kích đang mở rộng này đủ để phá tan các lớp vật chất bên trên của sao và gia tốc nó đến vận tốc thoát, tạo thành một vụ nổ siêu tân tinh. Sóng xung kích và nhiệt độ và áp suất cực cao nhanh chóng tan biến nhưng tồn tại đủ lâu để cho phép một thời gian ngắn xảy ra quá trình tạo ra các nguyên tố nặng hơn sắt. Tùy thuộc vào khối lượng ban đầu của ngôi sao, phần còn lại của lõi tạo thành một sao neutron hoặc một lỗ đen. Do cơ chế sụp đổ này, siêu tân tinh tạo thành cũng được mô tả là siêu tân tinh sụp đổ lõi.
Tồn tại một số loại vụ nổ siêu tân tinh loại II, được phân loại dựa trên đồ thị cường độ sáng (light curve) – biểu đồ độ sáng so với thời gian – sau vụ nổ. Siêu tân tinh loại II-L cho thấy sự suy giảm ổn định (thẳng tuyến tính) của đường cường độ sáng sau vụ nổ, trong khi loại II-P hiển thị khoảng thời gian suy giảm chậm hơn (đường đi ngang, hay bình nguyên) trong đường cường độ sáng của chúng, sau đó là sự suy giảm bình thường. Siêu tân tinh loại Ib và Ic là một loại siêu tân tinh sụp đổ lõi đối với một ngôi sao lớn đã phát tán lớp vỏ bên ngoài của nó chứa hydro và (đối với loại Ic) heli. Kết quả là chúng dường như thiếu các nguyên này trong quang phổ từ vụ nổ.

## Sự hình thành

Cấu trúc phân lớp kiểu củ hành của một sao khối lượng lớn, đang tiến hóa ngay trước khi sụp đổ lõi. (Không theo tỉ lệ.)

Những ngôi sao có khối lượng lớn hơn nhiều so với Mặt Trời phát triển theo những cách phức tạp. Trong lõi của ngôi sao, hydro được hợp nhất thành heli, giải phóng năng lượng nhiệt làm nóng lõi của ngôi sao và cung cấp áp suất đẩy ra bên ngoài hỗ trợ các lớp của ngôi sao chống lại sự sụp đổ – một tình trạng được gọi là cân bằng thủy tĩnh sao. Heli được tạo ra trong lõi tích tụ ở đó. Nhiệt độ trong lõi chưa đủ cao để làm cho các hạt nhân heli tổng hợp với nhau. Cuối cùng, khi hydro trong lõi cạn kiệt, phản ứng tổng hợp bắt đầu chậm lại và lực hấp dẫn khiến lõi co lại. Sự co lại này làm tăng nhiệt độ đủ cao để cho phép một giai đoạn phản ứng tổng hợp heli ngắn hơn, tạo ra carbon và oxy, và chiếm ít hơn 10% tổng thời gian tồn tại của ngôi sao.
Trong các sao có khối lượng nhỏ hơn 8 lần khối lượng Mặt Trời, các hạt nhân carbon được tạo ra từ sự tổng hợp hạt nhân heli sẽ không tiếp tục tổng hợp với nhau, và ngôi sao lạnh dần để trở thành sao lùn trắng. Nếu chúng tích tụ nhiều khối lượng hơn từ một ngôi sao khác, hoặc một số nguồn khác, chúng có thể trở thành siêu tân tinh loại Ia. Nhưng một ngôi sao lớn hơn nhiều có khối lượng đủ lớn để tiếp tục phản ứng tổng hợp hạt nhân ngoài điểm này.
Lõi của những ngôi sao khổng lồ này trực tiếp tạo ra nhiệt độ và áp suất cần thiết để làm cho carbon trong lõi bắt đầu tổng hợp khi ngôi sao co lại ở cuối giai đoạn đốt cháy heli. Lõi dần dần trở thành nhiều lớp giống như một củ hành, khi các hạt nhân nguyên tử nặng dần dần hình thành ở trung tâm, với một lớp khí hydro ngoài cùng, bao quanh một lớp hydro hợp nhất thành heli, bao quanh một lớp heli hợp nhất thành carbon thông qua quá trình ba-alpha, các lớp xung quanh hợp nhất tạo thành các nguyên tố nặng dần. Khi một ngôi sao khối lượng lớn này tiến triển, nó trải qua các giai đoạn lặp đi lặp lại cho đến khi quá trình tổng hợp hạt nhân trong lõi dừng lại, và lõi tiếp tục sụp đổ cho đến khi áp suất và nhiệt độ đủ để bắt đầu giai đoạn tiếp theo của quá trình tổng hợp hạt nhân nặng hơn, làm lõi nóng lên và ngăn chặn sự sụp đổ.
| Giai đoạn            | Nhiên liệu chính | Sản phẩm chính        | Sao khối lượng 25 M☉[5] | Sao khối lượng 25 M☉[5] | Sao khối lượng 25 M☉[5] |
| Giai đoạn            | Nhiên liệu chính | Sản phẩm chính        | Nhiệt độ (K)            | Mật độ (g/cm3)          | Thời gian diễn ra       |
| -------------------- | ---------------- | --------------------- | ----------------------- | ----------------------- | ----------------------- |
| Đốt hydro            | hydro            | He                    | 7×107                   | 10                      | 107 năm                 |
| Quá trình ba-alpha   | heli             | C, O                  | 2×108                   | 2000                    | 106 năm                 |
| Quá trình đốt carbon | carbon           | Ne, Na, Mg, Al        | 8×108                   | 106                     | 1000 năm                |
| Quá trình đốt neon   | neon             | O, Mg                 | 1,6×109                 | 107                     | 3 năm                   |
| Quá trình đốt oxy    | oxy              | Si, S, Ar, Ca         | 1,8×109                 | 107                     | 0,3 năm                 |
| Quá trình đốt silic  | silic            | Ni (phân rã thành Fe) | 2,5×109                 | 108                     | 5 ngày                  |

## Sụp đổ lõi
Yếu tố giới hạn quá trình này là lượng năng lượng được giải phóng thông qua phản ứng tổng hợp, năng lượng này phụ thuộc vào năng lượng liên kết giữ các hạt nhân nguyên tử lại với nhau. Mỗi bước tiếp theo tạo ra hạt nhân nặng dần hơn, năng lượng giải phóng dần dần giảm đi. Thêm vào đó, từ quá trình tổng hợp carbon trở đi, sự mất mát năng lượng trở nên đáng kể do neutrino sinh ra mang đi, dẫn đến tốc độ phản ứng cao hơn so với những gì xảy ra. Điều này tiếp tục cho đến khi nickel-56 được tạo ra, phân rã phóng xạ thành cobalt-56 và sau đó là sắt-56 trong một vài tháng. Vì sắt và nickel có năng lượng liên kết trên mỗi nucleon cao nhất trong tất cả các nguyên tố, năng lượng không thể tiếp tục được sinh ra ở lõi từ phản ứng tổng hợp, và lõi nickel–sắt sẽ phát triển. Phần lõi này chịu áp suất trọng trường rất lớn. Vì không có phản ứng tổng hợp để nâng cao hơn nữa nhiệt độ của ngôi sao để hỗ trợ nó chống lại sự sụp đổ, nó chỉ được hỗ trợ bởi áp suất thoái hóa của các electron. Ở trạng thái này, vật chất quá dày đặc nên việc nén chặt hơn nữa sẽ yêu cầu các electron chiếm cùng trạng thái năng lượng. Tuy nhiên, điều này bị cấm đối với các hạt fermion giống hệt nhau, chẳng hạn như electron – một hiện tượng được gọi là nguyên lý loại trừ Pauli.
Khi khối lượng của lõi vượt giới hạn Chandrasekhar khoảng 1,4 M☉, áp lực thoái hóa không còn có thể hỗ trợ nó nữa, và sự sụp đổ khổng lồ xảy ra sau đó. Phần bên ngoài của lõi đạt vận tốc lên tới 70000 km/s (23% tốc độ ánh sáng) khi nó sụp đổ về phía trung tâm của ngôi sao. Phần lõi co lại nhanh chóng nóng lên, tạo ra các tia gamma năng lượng cao phân hủy hạt nhân sắt thành hạt nhân heli và neutron tự do thông qua phản ứng quang phân rã (photodisintegration). Khi mật độ khối lượng của lõi tăng lên, nó trở nên thuận lợi về mặt năng lượng cho các electron và proton hợp nhất thông qua phân rã beta nghịch đảo, tạo ra neutron và các hạt cơ bản gọi là neutrino. Bởi vì neutrino hiếm khi tương tác với vật chất bình thường, chúng thoát ra khỏi lõi, mang theo năng lượng và tiếp tục đẩy nhanh sự sụp đổ, mà chỉ diễn ra trong khoảng thời gian mili giây. Khi lõi tách ra khỏi các lớp bên ngoài của ngôi sao, một số neutrino này bị các lớp bên ngoài của ngôi sao hấp thụ, bắt đầu vụ nổ siêu tân tinh.
Đối với siêu tân tinh loại II, sự sụp đổ cuối cùng bị dừng lại bởi tương tác đẩy nhau giữa các neutron ở phạm vi ngắn, thông qua trung gian của tương tác mạnh, cũng như bởi áp suất suy biến của neutron, ở mật độ tương đương với mật độ của hạt nhân nguyên tử. Khi sự sụp đổ dừng lại, vật chất đang rơi xuống lõi bật lại, tạo ra một sóng xung kích lan truyền ra bên ngoài. Năng lượng từ sóng xung kích này phân tách các nguyên tố nặng trong lõi. Điều này làm giảm năng lượng của sóng xung kích, có thể làm ngừng vụ nổ ở lõi bên ngoài.
Giai đoạn sụp đổ lõi rất dày đặc và tràn đầy năng lượng đến mức chỉ có neutrino mới có thể thoát ra. Khi các proton và electron kết hợp để tạo thành neutron bằng cách bắt electron, một hạt neutrino electron được tạo ra. Trong một siêu tân tinh loại II điển hình, lõi neutron mới hình thành có nhiệt độ ban đầu khoảng 100 tỷ kelvin, gấp 104 lần nhiệt độ tại lõi Mặt Trời. Phần lớn nhiệt năng này phải được loại bỏ để một ngôi sao neutron ổn định hình thành, nếu không các neutron sẽ "sôi lên". Điều này đạt được thông qua sự giải phóng thêm các neutrino. Các neutrino 'nhiệt' này hình thành dưới dạng các cặp neutrino–phản neutrino của tất cả các loại neutrino, và tổng số lớn gấp vài lần số lượng neutrino từ quá trình bắt electron. Hai cơ chế sản xuất neutrino chuyển đổi thế năng hấp dẫn của sự sụp đổ thành một vụ nổ neutrino kéo dài 10 giây, giải phóng khoảng 1046 joule.
Thông qua một quá trình chưa được hiểu rõ, khoảng 1%, hay 1044 joules năng lượng được giải phóng (dưới dạng các neutrino) bị tái hấp thụ bởi cú sốc hãm, tạo ra vụ nổ siêu tân tinh.[a] Neutrino tạo ra từ siêu tân tinh đã được quan sát từ sự kiện siêu tân tinh 1987A, giúp các nhà thiên văn vật lý kết luận rằng bức tranh sụp đổ lõi cơ bản là đúng. Đài quan sát môi chất nước Kamiokande II và thiết bị dò IMB ở hồ Erie đã phát hiện được các hạt phản neutrino có nguồn gốc nhiệt, trong khi thiết bị dò môi chất gali-71 ở đài quan sát neutrino Baksan đã phát hiện được các neutrino (số lepton = 1) có nguồn gốc nhiệt hoặc nguồn gốc từ phản ứng bắt electron.

Khi một ngôi sao khối lượng lớn, tiến hóa đến giai đoạn (a) các phân lớp vỏ của các nguyên tố trải qua sự tổng hợp hạt nhân, tạo thành một lõi sắt–nickel (b) đạt đến khối lượng tới hạn Chandrasekhar và bắt đầu sụp đổ. Phần bên trong của lõi bị nén thành các neutron (c), khiến cho vật chất đang rơi về lõi bị bật lại (d) và tạo thành một đợt sóng xung kích lan ra phía ngoài (đỏ). Sóng xung kích bị hãm lại (e), nhưng nó được tiếp thêm năng lượng nhờ tương tác của neutrino. Vật chất xung quanh bị thổi bay đi (f), để lại một lõi vật chất suy biến.

Khi ngôi sao tiền khởi có khối lượng dưới 20 M☉ – phụ thuộc vào cường độ của vụ nổ và lượng vật chất rơi trở lại – lõi tàn dư còn lại sau vụ sụp đổ là một sao neutron suy biến. Lớn hơn khối lượng này, lõi tàn dư sẽ trở thành một lỗ đen. Giới hạn khối lượng cho kịch bản sụp đổ lõi này là trong khoảng 40–50 M☉. Bên trên phạm vi khối lượng này, các nhà thiên văn vật lý cho rằng vụ sụp đổ sẽ hình thành trực tiếp lên lỗ đen mà không xảy ra vụ nổ siêu tân tinh, cho dù các bất định trong các mô hình sụp đổ siêu tân tinh dẫn đến các tính toán cho các giới hạn này không chắc chắn.

## Các mô hình lý thuyết
Mô hình Chuẩn của vật lý hạt là một lý thuyết miêu tả ba trong bốn tương tác cơ bản đã biết giữa các hạt cơ bản cấu tạo của mọi vật chất. Lý thuyết này cho phép dự đoán về cách các hạt sẽ tương tác với nhau như thế nào dưới rất nhiều điều kiện. Năng lượng của một hạt trong vụ nổ siêu tân tinh có giá trị điển hình trong khoảng 1–150 picojoule (hàng chục đến hàng trăm MeV). Năng lượng của các hạt trong tiến trình siêu tân tinh là đủ nhỏ để các dự đoán của Mô hình Chuẩn cho vật lý hạt dường như cơ bản là đúng. Nhưng với mật độ tập trung hạt cao có thể đòi hỏi các hiệu chỉnh từ Mô hình Chuẩn. Hơn nữa, các máy gia tốc hạt trên Trái Đất có thể tạo các tương tác hạt có phạm vi năng lượng cao hơn nhiều các hạt được tìm thấy trong vụ nổ siêu tân tinh, nhưng các thí nghiệm này chỉ bao gồm các hạt riêng lẻ tương tác với từng hạt, và rất có thể ở mật độ rất cao trong vụ nổ siêu tân tinh sẽ tạo ra những hiệu ứng mới. Tương tác giữa các neutrino và các hạt khác xảy ra trong siêu tân tinh được miêu tả bằng lực hạt nhân yếu, mà đã được hiểu khá rõ. Tuy nhiên, tương tác giữa các proton và neutron có sự ảnh hưởng bởi lực hạt nhân mạnh mà chưa được hiểu mọi chi tiết.
Vấn đề lớn chưa giải được của vụ nổ siêu tân tinh loại II đó là các nhà thiên văn vật lý chưa hiểu được cơ chế bằng cách nào mà sự nổ tung của các neutrino có thể truyền năng lượng của chúng đến phần còn lại của ngôi sao tạo ra đợt sóng xung kích khiến cho ngôi sao phát nổ. Từ thảo luận ở trên, chỉ có 1% năng lượng từ neutrino cần thiết truyền cho vật chất để tạo ra vụ nổ, nhưng sự giải thích cho bằng cách nào mà 1% năng lượng này được truyền tải đã được chứng minh là cực kỳ khó, ngay cả khi các tương tác tham gia vào hạt cơ bản đã được hiểu rõ. Trong thập niên 1990, một mô hình tìm cách lý giải cơ chế này bằng sự đảo ngược đối lưu (convective overturn), đề xuất rằng sự đối lưu, hoặc là bởi neutrino từ bên dưới, hoặc bởi vật chất rơi từ bên trên, hoàn thành quá trình phá hủy ngôi sao tiền khởi. Các nguyên tố nặng hơn sắt được hình thành trong quá trình vụ nổ này bằng cách bắt neutron, và từ áp suất của các neutrino nén vào biên của "khí quyển neutrino", gieo vào không gian xung quanh một đám mây khí và bụi giàu các nguyên tố nặng hơn so với vật chất hình thành ngôi sao ban đầu.
Vật lý neutrino, được mô hình hóa bởi Mô hình Chuẩn, là cơ sở lý thuyết để hiểu quá trình này. Những lý thuyết trọng yếu khác cho nghiên cứu siêu tân tinh đó là động lực học chất lưu của plasma tạo nên ngôi sao sắp chết; cách nó hoạt động trong quá trình sụp đổ lõi xác định thời điểm và cách thức sóng xung kích hình thành cũng như thời điểm và cách thức nó dừng lại và được cung cấp năng lượng trở lại.
Trên thực tế, một số mô hình lý thuyết kết hợp sự mất ổn định thủy động lực học trong sóng xung kích bị hãm được gọi là "Sự mất ổn định của sốc bồi tụ dừng" (Standing Accretion Shock Instability – SASI). Sự không ổn định này xảy ra do hậu quả của các nhiễu loạn không hình cầu làm dao động sóng xung kích bị hãm do đó làm biến dạng nó. Mô hình SASI thường được sử dụng song song với các lý thuyết neutrino trong các mô phỏng máy tính để tái tạo năng lượng cho cú sốc sóng xung kích bị hãm.
Các mô phỏng máy tính đã rất thành công trong việc tính toán tiến trình của siêu tân tinh loại II khi cú sốc được hình thành. Bằng cách bỏ qua giây đầu tiên của vụ nổ và giả sử rằng một vụ nổ đã bắt đầu, các nhà vật lý thiên văn đã có thể đưa ra những dự đoán chi tiết về các nguyên tố do siêu tân tinh tạo ra và về đường cong ánh sáng dự kiến từ siêu tân tinh.

## Đồ thị độ sáng của siêu tân tinh loại II-L và II-P

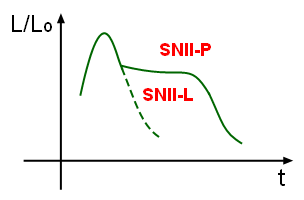
Đồ thị biểu diễn độ sáng theo thời gian cho thấy các đường cong đặc trưng của cường độ sáng của siêu tân tinh loại II-L và loại II-P

Khi kiểm tra quang phổ của siêu tân tinh loại II, nó thường có các vạch phổ hấp thụ Balmer – thông lượng giảm ở các tần số đặc trưng khi các nguyên tử hydrogen hấp thụ năng lượng. Sự có mặt của các vạch phổ này thường được sử dụng để phân loại siêu tân tinh loại II với siêu tân tinh loại Ia.
Khi vẽ cường độ sáng của một vụ nổ siêu tân tinh loại II trong một quãng thời gian, nó hiện lên một đỉnh cực đại sáng sau đó giảm dần độ sáng. Những đường cong độ sáng này có tốc độ suy giảm trung bình là 0,008 độ sáng tuyệt đối trên một ngày; thấp hơn nhiều tốc độ suy giảm của siêu tân tinh loại Ia. Siêu tân tinh loại II được chia thành hai nhóm con, phụ thuộc vào dạng đồ thị cường độ sáng. Đồ thị cường độ sáng của siêu tân tinh loại II-L giảm đều (tuyến tính – linear) sau độ sáng cực đại. Ngược lại, đồ thị cường độ sáng của siêu tân tinh loại II-P có một quãng đi ngang (nhìn tựa như cao nguyên – plateau); biểu diễn khoảng thời gian khi cường độ sáng suy giảm ở tốc độ chậm hơn. Siêu tân tinh loại II-P có tổng độ suy giảm cường độ sáng là chậm hơn, vào khoảng 0,0075 độ sáng tuyệt đối trên một ngày, so với 0,012 độ sáng tuyệt đối trên một ngày của siêu tân tinh loại II-L.
Sự khác nhau về hình dạng của đường cong cường độ ánh sáng được cho là bởi sự phóng ra hầu hết toàn bộ hydro lớp vỏ của sao tiền khởi, đối với trường hợp của siêu tân tinh loại II-L. Giai đoạn đường cong cường độ ánh sáng đi ngang trong trường hợp siêu tân tinh loại II-P là do sự thay đổi độ chắn sáng của lớp bên ngoài. Sóng xung kích ion hóa hydro của lớp bên ngoài – tước electron khỏi nguyên tử hydro – làm tăng độ chắn sáng. Điều này ngăn cản các photon từ bên trong vụ nổ thoát ra ngoài. Khi hydro đủ lạnh để tái kết hợp, lớp bên ngoài trở lên trong suốt.

## Siêu tân tinh loại IIn
Chữ "n" ký hiệu cho những dãy vạch phát xạ hydro hẹp trong quang phổ (narrow).Trong trường hợp trung gian vạch có độ rộng hơn, vật chất phóng ra từ vụ nổ có thể tương tác mạnh với khí gas xung quanh sao – môi trường liên sao. Mật độ môi trường liên sao ước tính cần thiết để giải thích các tính chất quan sát được là cao hơn so với dự đoán từ mô hình chuẩn của lý thuyết tiến hóa sao. Các nhà thiên văn thường giả thiết rằng mật độ môi trường liên sao cao là do tốc độ mất khối lượng lớn ở sao tiền khởi của siêu tân tinh loại IIn. Tốc độ mất khối lượng ước tính cao hơn điển hình khoảng 10−3 M☉ trên một năm. Có những dấu hiệu cho thấy chúng có nguồn gốc từ những sao khổng lồ biến đổi xanh (luminous blue variable) với tốc độ mất khối lượng rất lớn trước khi chúng phát nổ. SN 1998S và SN 2005gl là các ví dụ của siêu tân tinh loại IIn;  SN 2006gy, một siêu tân tinh cực kỳ mạnh mẽ, có thể là một ví dụ khác.
Một số siêu tân tinh loại IIn thể hiện tương tác với môi trường liên sao, dẫn đến sự tăng nhiệt độ trong bụi liên sao. Đám bụi ấm này có thể quan sát thấy như đang sáng lên dưới bước sóng hồng ngoại trung. Nếu môi trường liên sao mở rộng xa hơn từ siêu tân tinh, sự sáng lên trong bước sóng hồng ngoại trung có thể gây ra hiện tượng vọng hồng ngoại trong các bức ảnh chụp, làm cho sự sáng lên kéo dài đến hơn 1000 ngày. Loại siêu tân tinh này thuộc về siêu tân tinh loại hiếm tương tự như siêu tân tinh 2010jl, SN 2010jl. Hầu hết siêu tân tinh kiểu 2010jl được phát hiện từ dữ liệu quan sát của Kính thiên văn không gian Spitzer và Kính thiên văn khảo sát hồng ngoại trường rộng (WISE) (ví dụ SN 2014ab, SN 2017hcc).

## Siêu tân tinh loại IIb
Siêu tân tinh loại IIb ban đầu có quang phổ vạch hydro yếu, điều này giải thích tại sao nó được phân loại vào siêu tân tinh loại II. Tuy vậy, sau một thời gian vạch phát xạ H không còn tồn tại phát hiện được, và cũng có một đỉnh yếu thứ hai trong đường cong cường độ ánh sáng mà có quang phổ rất giống với siêu tân tinh loại Ib. Sao tiền khởi có là một sao khối lượng lớn đã phóng ra phần lớn lớp vật chất bao ngoài, hoặc mất hầu hết lớp bao hydro do tương tác với một sao đồng hành trong hệ đôi, để lại lõi chứa phần lớn là heli. Khi vật chất phóng ra từ siêu tân tinh loại IIb mở rộng, lớp hydro nhanh chóng trở lên trong suốt và tiết lộ các lớp sâu bên trong.
Ví dụ điển hình của siêu tân tinh loại IIb là SN 1993J, hoặc tàn tích siêu tân tinh Cassiopeia A. Lớp IIb được giới thiệu lần đầu tiên (khi ấy là một khái niệm lý thuyết) bởi Woosley và các cộng sự vào năm 1987, và lớp này sớm được xác nhận bởi sự kiện SN 1987K và SN 1993J.